# Quijorna
Quijorna ist eine zentralspanische Gemeinde (municipio) mit 4.001 Einwohnern (Stand: 2024) im Süden der Autonomen Gemeinschaft Madrid. 

## Lage
Quijorna liegt im Süden der Gemeinschaft Madrid. Sie grenzt an Brunete, Navalagamella, Valdemorillo, Villanueva de la Cañada und Villanueva de Perales.

## Bevölkerungsentwicklung
| 1842 | 1900 | 1950 | 1981 | 1991 | 2001 | 2011 |
| ---- | ---- | ---- | ---- | ---- | ---- | ---- |
| 147  | 270  | 428  | 519  | 623  | 1321 | 3098 |